# Phonomyia pruinosa
Phonomyia pruinosa là một loài ruồi trong họ Tachinidae.